# Stony Brookuniversiteit
De Stony Brookuniversiteit (Engels: Stony Brook University; officiële benaming: State University of New York at Stony Brook) is een universiteit in Stony Brook, New York (VS). De universiteit is opgericht in 1957 als het State University College on Long Island. De vestigingsplaats was oorspronkelijk Oyster Bay. De verhuis naar Stony Brook volgde reeds in 1962.
De Stony Brookuniversiteit is een van de vier grote universiteitscentra van de State University of New York en telt ongeveer 25.000 studenten. De universiteit heeft een grote afdeling voor theoretische fysica en voor oceanografie. Met meer dan 14.500 personeelsleden is SUNY Stony Brook de grootste werkgever van heel Long Island. De universiteit is ook een van de operationeel uitbaters van het nabijgelegen en wereldwijd gekende Brookhaven National Laboratory.